# Planxty
 (juillet 2024).
Si vous disposez d'ouvrages ou d'articles de référence ou si vous connaissez des sites web de qualité traitant du thème abordé ici, merci de compléter l'article en donnant les références utiles à sa vérifiabilité et en les liant à la section « Notes et références ».
Planxty est un groupe irlandais de musique traditionnelle et folk, originaire de Kildare et Dublin, actif dans les années 1970, 1980 et 2000. Il contribue au renouveau de la musique folk, notamment en France.

## Origines du nom
Planxty était un mot utilisé par le harpiste aveugle Turlough O'Carolan, qui signifiait « hommage à... ». Ainsi le titre Planxty Irwin, par exemple, signifiait que cette musique était dédiée au colonel John Irwin, de Sligo. Si pour certains planxty viendrait d'une déformation du mot irlandais signifiant « à la santé » (sláinte), le mot vient plus vraisemblablement du latin plangere, parfait planxi, « pleurer, déplorer, se désoler, se lamenter, gémir, se frapper la poitrine en signe de douleur et de deuil », verbe qui a donné le mot planctus, utilisé au Moyen Âge pour nommer une  complainte composée en l'honneur d'une personne disparue ou d'un événement tragique.

## Histoire
- Si vous ne connaissez pas le sujet, laissez ce bandeau (vous pouvez alors contacter les auteurs).
- Si vous supprimez le contenu mis en cause (vous pouvez préalablement contacter les auteurs),

argumentez précisément cette suppression dans la page de discussion
(un manque de référence n'est pas un argument ; une recherche réelle de référence doit avoir été effectuée, être formellement documentée).
Christy Moore enregistre son premier album Paddy on the Road en 1969 avec Dominic Behan. Déçu par l'accueil fait par les musiciens britanniques à la musique irlandaise, il convainc le producteur Bill Leader de faire venir son studio mobile à Prosperous, comté de Kildare. Pour son second album, enregistré dans la cave de la maison de la sœur de Christy, et intitulé Prosperous, il fait venir trois vieilles connaissances, Liam O'Flynn, Andy Irvine, et Dónal Lunny.
Lunny, ami d'école de Christy, avait connu un certain succès avec le trio Emmet Spiceland. Andy Irvine, né à Londres et admirateur de Woody Guthrie, avait traîné ses guêtres et ses instruments du côté du O’Donoghues Pub, sur Baggot Street, à Dublin. Il avait collecté des dizaines de chansons anciennes à la National Library et dans l'émission de Ciarán MacMathúna, à la radio. Il avait aussi formé le groupe Sweeney's Men, qui enchanta Christy Moore. Le dernier, Liam O’Flynn, était un des joueurs de cornemuse irlandaise les plus connus à l'époque, originaire de Kildare, disciple et élève de Leo Rowsome, Séamus Ennis et Willie Clancy. Christy et Dónal l'avaient remarqué lors d'une session au Dowlings Pub de Prosperous, quelques années auparavant.
Leur rencontre et la synthèse musicale qui suivit entraîna une véritable révolution dans la musique irlandaise des années 1970. Ils allièrent des instruments d'origines aussi diverses que la flûte irlandaise, la cornemuse irlandaise, le bouzouki, le bodhrán (tambourin celte), la vielle à roue, au service d'une musique traditionnelle revigorée par des guitares sèches.
Ensemble, ils prirent un temps le nom de « CLAD », acronyme de leurs prénoms respectifs, puis optèrent rapidement pour le désormais fameux Planxty. Leur première apparition en public à Donovan, dans le Comté de Galway, au programme du « Irish Tour », laissa le public d'abord pantois, puis hystérique, avec des chansons comme Merrily Kissed the Quaker, Sí Bheag Sí Mhor et surtout Raggle Taggle Gypsy, et une reprise d'un classique d'un harpiste du XVIIe siècle, Tabhair Dom Do Lámh.
Le succès est tel que Polydor Records leur propose de signer un contrat d'exclusivité pour la somme de 30 000 £. Mais le groupe, peu au fait des subtilités juridiques du contrat, ne se rend pas compte qu'ils signaient pour six albums et un pourcentage dérisoire de royalties. Très populaire en Irlande, en Grande-Bretagne et en Europe, Planxty ne rapporte ainsi pas grand-chose à ses géniteurs.
Trois albums estampillés Planxty voient le jour à cette époque : Planxty (aussi appelé The Black Album), puis The Well Below the Valley' et enfin Cold Blow and the Rainy Night, ce dernier avec Johnny Moynihan en lieu et place de Dónal Lunny. Paul Brady rejoignit le groupe au moment où Christy Moore le quitte, en 1975.
En 1979, Planxty est reformé le temps d'un disque, After the Break, et d'une tournée européenne. Tout en poursuivant leur carrière individuelle, ils enregistrèrent encore deux albums de très bonne facture, The Woman I Loved So Well et Words & Music. Peu de temps après ce dernier album, le groupe se sépara définitivement.
Il existe sur des réseaux sociaux des images des concerts de Planxty où l'on reconnait Andy Irvine Liam O Flynn et Donal Lunny. Il n'a pas été possible de donner un nom au quatrième musicien.

## Membres
- Christy Moore — voix, guitare acoustique, bodhrán
- Dónal Lunny — bouzouki, guitares
- Andy Irvine — voix, mandoline, mandore, bouzouki, vielle, harmonica
- Liam O'Flynn — cornemuse irlandaise, flûte irlandaise

## Discographie
- 1972 : Prosperous
- 1973 : Planxty
- 1973 : The Well Below the Valley
- 1974 : Cold Blow and the Rainy Night
- 1976 : The Planxty Collection
- 1979 : After the Break
- 1980 : The Woman I Loved So Well
- 1983 : Words and Music
- 2004 : Live 2004
- 2018 : One Night in Bremen